# Phalonidia fulvimixta
Phalonidia fulvimixta es una especie de polilla del género Phalonidia, categorizada en la tribu Cochylini, de la subfamilia Tortricinae.
Fue descrita por Filipjev en 1940 y publicada en Trav. Inst. Zool. Acad. Sci. U.R.S.S. 6: 181. Se distribuye por Europa: Rusia, en la región de Jakowlewka.